# منتخب سوريا لكرة القدم للسيدات

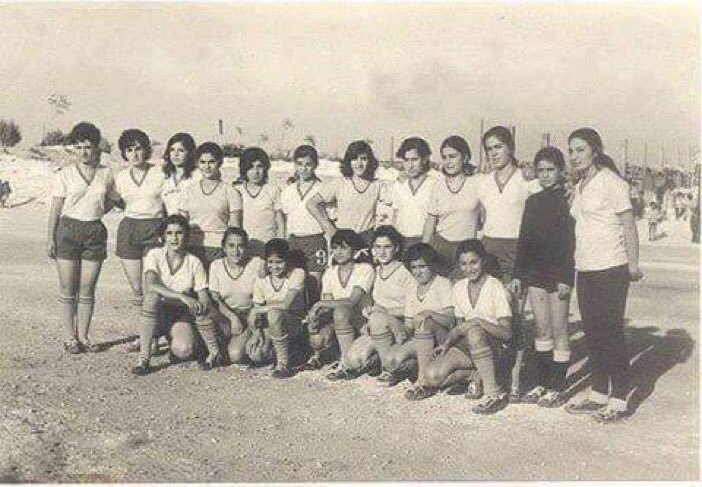
فريق كرة القدم للسيدات - حلب- سوريا حوالي 1950

منتخب سوريا لكرة القدم للسيدات هو فريق كرة القدم النسائي الوطني في سوريا. كان أفضل إنجاز له في عام 2005 عندما أحتل المركز الثالث في بطولة اتحاد غرب آسيا للسيدات لكرة القدم.

## بطولة غرب آسيا للسيدات

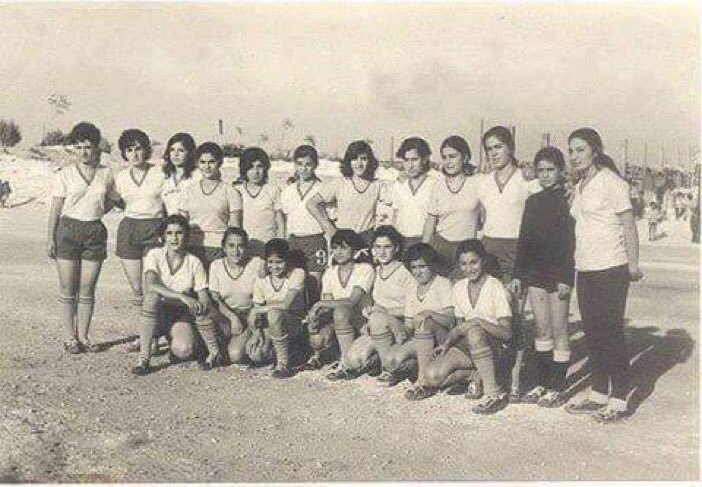
فريق كرة القدم للسيدات - حلب- سوريا حوالي 1950

## سجل كأس العالم
| نهائيات كأس العالم | نهائيات كأس العالم | نهائيات كأس العالم | نهائيات كأس العالم | نهائيات كأس العالم | نهائيات كأس العالم | نهائيات كأس العالم | نهائيات كأس العالم | نهائيات كأس العالم |   |
| السنة              | النتائج            | الدور              | لعب                | فوز                | تعادل              | خسارة              | له                 | عليه               |   |
| ------------------ | ------------------ | ------------------ | ------------------ | ------------------ | ------------------ | ------------------ | ------------------ | ------------------ | - |
| 2003               | لم يشارك           | -                  | -                  | -                  | -                  | -                  | -                  | -                  | - |
| 2007               | لم يشارك           | -                  | -                  | -                  | -                  | -                  | -                  | -                  | - |
| 2011               | لم يشارك           | -                  | -                  | -                  | -                  | -                  | -                  | -                  | - |
| 2015               | لم يشارك           | -                  | -                  | -                  | -                  | -                  | -                  | -                  | - |
| 2019               | لم يشارك           | -                  | -                  | -                  | -                  | -                  | -                  | -                  | - |
| المجموع            | 0/5                | -                  | -                  | -                  | -                  | -                  | -                  | -                  | - |

## الألعاب الأولمبية الصيفية
| السنة                                      | النتائج  | لعب      | فوز      | تعادل    | خسارة    | له       | عليه     |          |
| ------------------------------------------ | -------- | -------- | -------- | -------- | -------- | -------- | -------- | -------- |
| كرة قدم في الألعاب الأولمبية الصيفية 2000 ‏ | لم يشارك | لم يشارك | لم يشارك | لم يشارك | لم يشارك | لم يشارك | لم يشارك | لم يشارك |
| 2000                                       | لم يشارك | لم يشارك | لم يشارك | لم يشارك | لم يشارك | لم يشارك | لم يشارك | لم يشارك |
| 2004                                       | لم يشارك | لم يشارك | لم يشارك | لم يشارك | لم يشارك | لم يشارك | لم يشارك | لم يشارك |
| 2008                                       | لم يشارك | لم يشارك | لم يشارك | لم يشارك | لم يشارك | لم يشارك | لم يشارك | لم يشارك |
| 2012                                       | لم يشارك | لم يشارك | لم يشارك | لم يشارك | لم يشارك | لم يشارك | لم يشارك | لم يشارك |
| 2016                                       | لم يشارك | لم يشارك | لم يشارك | لم يشارك | لم يشارك | لم يشارك | لم يشارك | لم يشارك |
| 2020                                       | لم يشارك | لم يشارك | لم يشارك | لم يشارك | لم يشارك | لم يشارك | لم يشارك | لم يشارك |
| المجموع                                    | 0/7      | -        | -        | -        | -        | -        | -        | -        |

## كأس آسيا للسيدات
| كأس آسيا للسيدات | كأس آسيا للسيدات | كأس آسيا للسيدات | كأس آسيا للسيدات | كأس آسيا للسيدات | كأس آسيا للسيدات | كأس آسيا للسيدات | كأس آسيا للسيدات | كأس آسيا للسيدات | كأس آسيا للسيدات |
| السنة            | النتائج          | لعب              | فوز              | تعادل            | خسارة            | له               | عليه             | الفارق           |                  |
| ---------------- | ---------------- | ---------------- | ---------------- | ---------------- | ---------------- | ---------------- | ---------------- | ---------------- | ---------------- |
| 2003             | لم يشارك         | -                | -                | -                | -                | -                | -                | -                |                  |
| 2006             | لم يشارك         | -                | -                | -                | -                | -                | -                | -                |                  |
| 2008             | لم يشارك         | -                | -                | -                | -                | -                | -                | -                |                  |
| 2010             | لم يشارك         | -                | -                | -                | -                | -                | -                | -                |                  |
| 2014             | لم يشارك         | -                | -                | -                | -                | -                | -                | -                |                  |
| 2018             | لم يتأهل         | -                | -                | -                | -                | -                | -                | -                |                  |
| المجموع          | 0/6              | -                | -                | -                | -                | -                | -                | -                |                  |